# Saint-Marcel-du-Périgord
Saint-Marcel-du-Périgord è un comune francese di 150 abitanti situato nel dipartimento della Dordogna nella regione della Nuova Aquitania.

## Società

### Evoluzione demografica
Abitanti censiti